# دربازين
دربازين هي قرية تابعة لمدينة كوباني الملقبة ب عين العرب في سوريا في محافظة حلب ودربازين لا تبعد سوى 3 كم عن الحدود التركيا ويبلغ العدد السكان حوالي2500 نسمة وجميع سكانهم يتكلمون الكردية ولكن يجيدون وبشكل الخاص الشباب اللغة العربية وهم جميعا مسلمون ويعتبر قرية فتية ويعملون في المجال الفلاحة والزراعة القمح وغيره من المحاصيل الزراعية وتعتبر من أقدم القرى في مدينة كوباني واسمها هي كلمة كردية (Derbazén)وتعني بلعربية الطريق المسافرين ومن البيوت التي تعود الأساس في دربازين بيت مصو، حاموش ,اوساكور وشاوين وبيت مصو قد غيرت لقبها من مصو التي تعني بلعربية مسلم إلى حسو وبيت حاموش حافظت على لقبها ولكن بلمعنى العربي يعني المسلم والاوساكور لديهم القاب كثيرة.
ويلاحظ في الآونة الأخيرة بعد السبعينات بتمسك الشباب والبنات بتعليم أدى إلى تشكل جيل مثقف في القرية.

## حالة الاجتماعية
كلهم ميسورين الحال ولديهم معالم الوجه واضحة مثل معظم الأكراد الضخامة الجسد وكبر الوجه وخاصتن لون الوجه والعينين ما بين الزرق والعسلي ولون الأشقر ولأبيض والحنطي بنسبة قليلة وكان محمد مصو أبو أحمد يعتبر التاريخ ليس فقط لدربازين وانما لمدينة الكوباني(عين العرب) أيضا فقد كان يتميز بزاكرة قوية جدا